# Vila Nova de Gaia
Vila Nova de Gaia is een kustplaats en gemeente in het Portugese district Porto.
De gemeente heeft een totale oppervlakte van 169 km² en telde 312.742 inwoners in 2006.

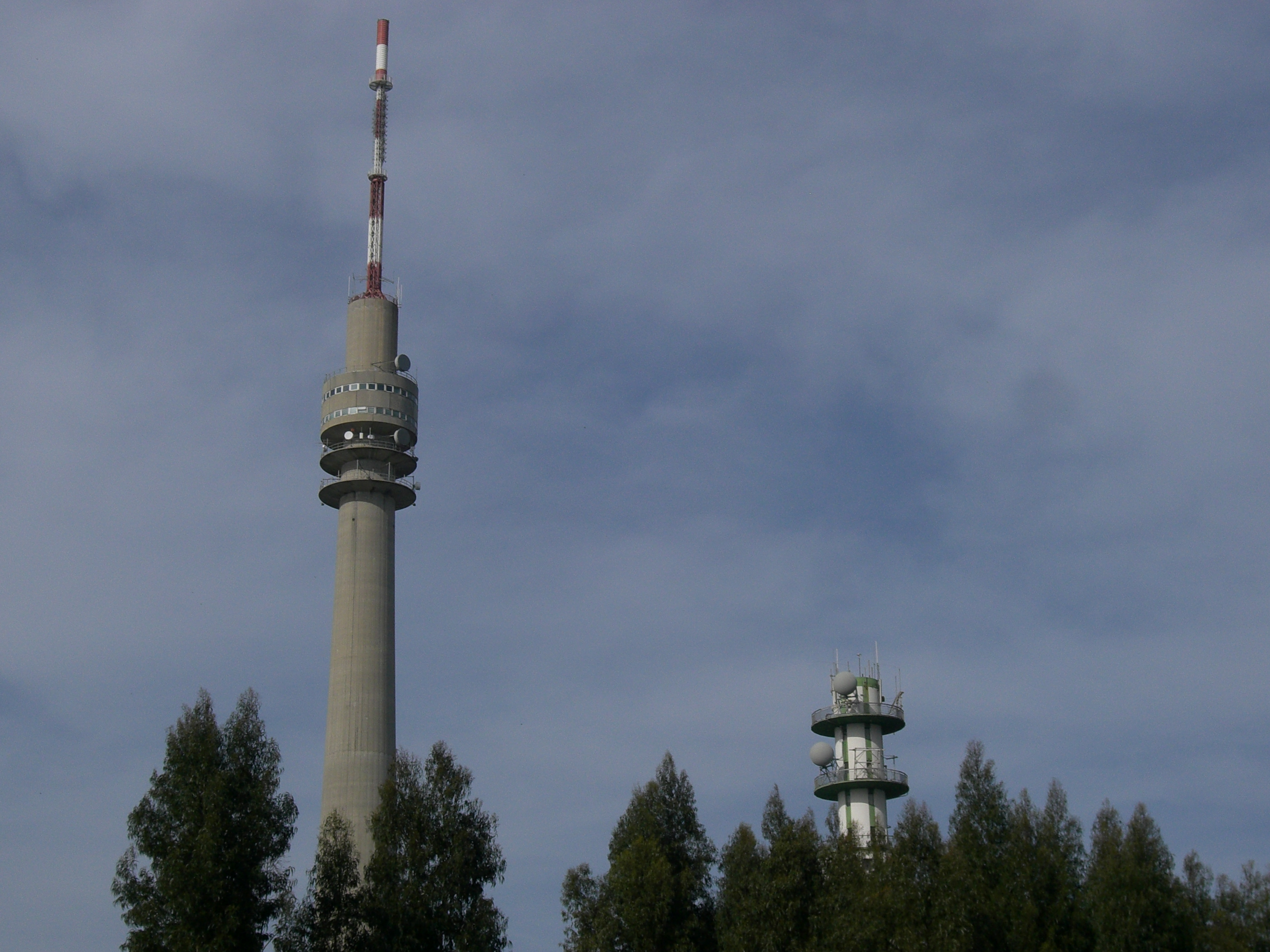
Zendmast van Rádio e Televisão de Portugal

De stad ligt tegenover de stad Porto, op de zuidoever van de Douro, en is het centrum van alle Portwijnen.

## Kernen
| - Arcozelo - Avintes - Canelas - Canidelo - Crestuma - Grijó - Gulpilhares - Lever | - Madalena - Mafamude - Olival - Oliveira do Douro - Pedroso - Perosinho - Sandim - Santa Marinha | - São Félix da Marinha - São Pedro da Afurada - Seixezelo - Sermonde - Serzedo - Valadares - Vilar de Andorinho - Vilar do Paraíso |

## Geboren
- José Rentes de Carvalho (1930), schrijver
- Quintino Rodrigues (1971), wielrenner
- Rui Jorge (1973), voetballer en voetbalcoach
- Artur Soares Dias (1979), voetbalscheidsrechter
- Sérgio Pinto (1980), Portugees-Duits voetballer
- João Jacob Ramos (1991), handbalspeler